# Thanh gươm công lý

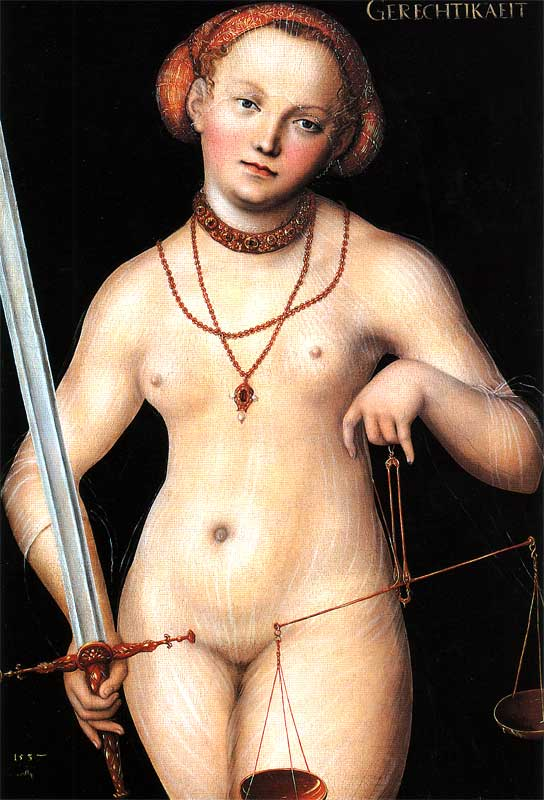
Câu chuyện ngụ ngôn về người cầm thanh gươm công lý, được họa sĩ người Đức Lucas Cranach Già vẽ vào năm 1537.

Thanh gươm công lý (tiếng Anh: Sword of justice) là một thanh kiếm nghi lễ được sử dụng để biểu thị quyền tư pháp tối cao của nhà vua. Trong một số trường hợp, đây có thể là một thanh kiếm của đao phủ không còn được sử dụng để hành quyết, thay vào đó trở thành một vật mang tính nghi lễ.
Vương miện gắn ngọc quý Vương quốc Liên Hiệp Anh bao gồm hai thanh gươm công lý: thanh gươm công lý tạm thời (Sword of Temporal Justice) có đầu nhọn và thanh gươm công lý tinh thần (Sword of Spiritual Justice) có đầu xiên, sở hữu đặc điểm cho thấy chỉ có tòa án tạm thời mới có quyền lực đối với cái chết. Hai thanh kiếm hiện tại, cùng với Curtana, thanh gươm nhân từ (Sword of Mercy), được chế tác dành riêng cho lễ đăng quang của vua Charles I nước Anh, diễn ra vào năm 1626.